# Klaus-Ferdinand von Richthofen
Klaus-Ferdinand von Richthofen (* 27. November 1941 in Breslau; † 23. August 2012 in L’Ametlla de Mar, Spanien) war Staatssekretär im niedersächsischen Sozialministerium.
Richthofen war ein Sohn des Diplomlandwirts Hans-Horst von Richthofen (1903–1975) und der Elsa von Richthofen, geb. Tornow († 1960). Bis zur Flucht 1944 lebte die Familie auf ihrem Rittergut Schmellwitz in Niederschlesien. Klaus-Ferdinand besuchte die evangelische Volksschule und das Goethe-Gymnasium Stolberg.
Er studierte Rechtswissenschaften an der Freien Universität Berlin, trat in die Berliner Burschenschaft der Märker ein und promovierte 1972 als Dr. jur. 1982 wurde er unter dem Minister Hermann Schnipkoweit (CDU) zum Staatssekretär ernannt. Durch den Regierungswechsel 1990 wurde er in den einstweiligen Ruhestand versetzt.
Richthofen war Präsident der Akademie für Sozialmedizin Hannover e. V.